# 格里亞佐韋茨
58°53′N 40°15′E / 58.883°N 40.250°E
格里亞佐韋茨（俄语：Гря́зовец）是俄羅斯沃洛格達州南部的一個城市，與州首府沃洛格達相距47公里。2002年時人口為16,172人。
該地於1538年首見於文獻。1780年設市。